# Klaudia Periša
Klaudia Periša (Sebenico, 10 dicembre 1996) è una cestista croata.

## Carriera
Con la Croazia ha disputato i Campionati europei del 2021.